# Kysáč
Kysáč (srbsky Кисач - Kisač, maďarsky Kiszács) je obec v Srbsku, ve Vojvodinském autonomním kraji. Administrativně patří k městu Novi Sad.
V obci se nachází evangelický kostel z roku 1795 a pravoslavný chrám z roku 1773. Na základních školách v obci se vyučuje srbsky i slovensky.

## Historie

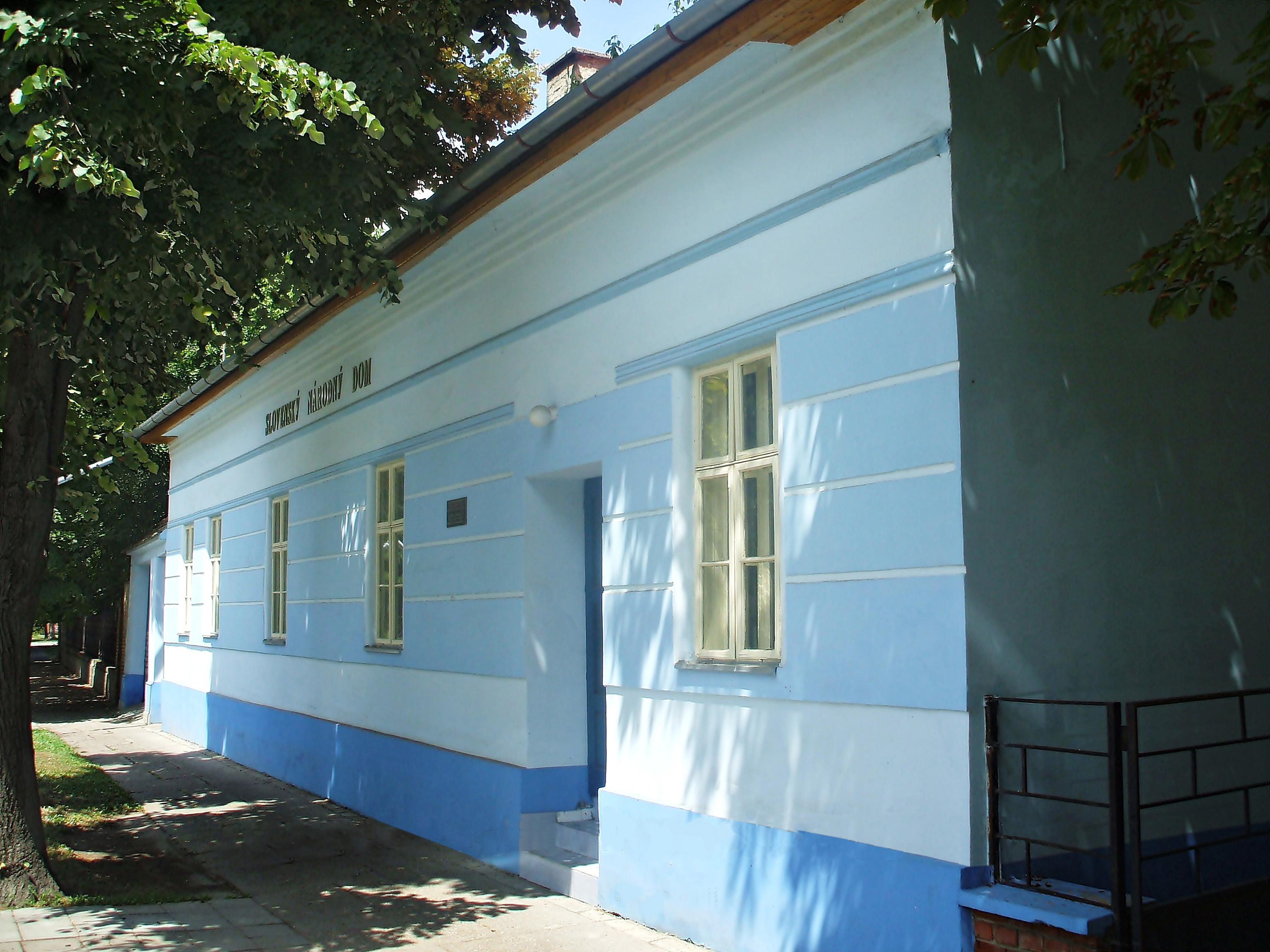
Slovenský Národný Dom

První písemná zmínka pochází ze 17. století.Ve vesnici se nachází evangelický kostel z roku 1795 a pravoslavný chrám z roku 1773. Na základních školách ve vesnici se vyučuje po srbsky i slovensky.

## Demografie
Ve vesnici žije 5576 obyvatel. Průměrný věk je 40,3 let (38,9 u mužů a 41,6 u žen). Vesnice má přibližně 1966 domácností, průměrný počet osob na jednu domácnost je 2,78. Tato vesnice je většinou obydlena Slováky (podle sčítání lidu v roce 2010). Poslední tři sčítání zaznamenaly pokles populace. V roce 1964 bylo založeno Kulturně - informační středisko (KIS), jehož součástí je i Rádio Kysáč, nejstarší lokální rozhlasová stanice ve Vojvodině.

## Srbská pravoslavná církev v Kysáči
Srbský Pravoslavný chrám "Sveta tri jerarha" byl vybudován v roce 1773, v období kdy do Kysáča přichází první Slovák Ďuro Vardžík. Stavěný oltář je výjimečný vzácností. To samé platí i pro omítky nebo betonový ikonostas. To určitě neříká o bohatství těch, kteří postavili a vyzdobili chrám. V oltářních prohlubních, vlevo a vpravo od královských dveří, jsou koruny, které se používají při sňatcích. Chrám byl rekonstruován roku 2001 kde i církevní sbor renovoval věž chrámu. V chrámu je zachovaných několik starých náhrobků. Knězem Srbské Pravoslavné církve v Kysáči je Vinko Stojaković

## Kultura a zajímavosti

Slovenský evangelický a srbský pravoslavný kostel – Kysáč

### Galérie
Kysáč od 2010 roku má svou vlastní galerii. Otevřena byla za přítomnosti více než 200 ctitelů výtvarného umění jak z Kysáča tak i z okolí, v místnostech Slovenského národního domu v Kysáči. Slavnostní otevření Galerie SND proběhlo v pátek 10. prosince 2010, které bylo zahájeno vernisáží společné výstavy 13 kysáčských výtvarných umělců, akademických malířů a členů profesionálních výtvarnických sdružení.
Po proslovech a představeních mládeže z Kysáče na závěr vernisáže slovy "Ať žije Galerie SND" otevřeli samotní kysáčští výtvarní umělci první galerii v Kysáči symbolicky podáním rukou dohromady.
V galerii byly od svého otevření již mnohočetné výstavy umělců, fotografů, také byly uspořádány i posezení se spisovateli.

### Knihovny
První písemná zmínka o knihovně v Kysáči je z roku 1862. Založili ji Ján Branislav Mičátek a evangelický farář Juraj Jesenský. Ve svých počátcích měla knihovna pouze 63 knih. V roce 1934 se knihovna přestěhovala do Národního domu a tehdy už počítala 322 knih a měla 103 členů. V září roku 1974 se knihovna přestěhovala do místností kulturního a informačního střediska kde působí až dodnes. Dnes knihovna počítá 13252 knih z čeho je 5818 Slovenská.
Od 5. listopadu 1962 Knižnica Michala Babinku v Kysáči působí jako pobočka Národní knihovny v Novém Sadu.
Také na Základní škole Ľudovíta Štúra působí školní knihovna, která je vždy k dispozici žákům a profesorem.